# Im Chang-kyoon
Im Chang-kyoon (kor. 임창균; * 19. April 1990 in Jejudo) ist ein südkoreanischer Fußballspieler.

## Karriere
Im Chang-kyoon erlernte das Fußballspielen in den Schulmannschaften der Jeongwang Middle School und der Yeongdeungpo Technical High School sowie in der Universitätsmannschaft der Kyung-Hee-Universität. Seinen ersten Vertrag unterschrieb er am 1. Januar 2012 beim Bucheon FC 1995. Der Verein aus Bucheon spielte in der K3 League. 2013 spielte er mit dem Verein in der zweiten Liga, der K League Challenge. Für Bucheon absolvierte er 32 Zweitligaspiele. Am 1. Januar 2014 unterschrieb er in Changwon einen Vertrag beim Erstligisten Gyeongnam FC. Am Ende der Saison musste er mit dem Verein in die zweite Liga absteigen. Nach insgesamt 58 Erst- und Zweitligaspielen wechselte er im Juli 2016 zum Erstligisten Suwon FC nach Suwon. Als Tabellenzwölfter musste er am Ende der Saison den Weg in die zweite Liga antreten. Von Januar 2018 bis August 2018 spielte er beim Asan Mugunghwa FC. Bei dem Zweitligisten aus Asan spielten Profifußballer, die ihren Militärdienst ableisteten. 2018 wurde er mit Asan Meister der zweiten Liga. Für Mugunghwa stand er 16-mal in der zweiten Liga auf dem Spielfeld. Nach Vertragsende in Suwon verpflichtete ihn im Januar 2020 der Zweitligist Jeonnam Dragons aus Gwangyang. Für die Dragons absolvierte er 18 Zweitligaspiele. Über den unterklassigen Verein Seoul TNT Fitogether (Januar 2020 bis Juni 2021) wechselte er am 9. Juli 2021 nach Thailand, wo er einen Vertrag beim Zweitligisten Udon Thani FC unterschrieb. Für den Verein aus Udon Thani stand er 32-mal in der zweiten Liga auf dem Spielfeld. Im Juni 2022 wechselte er nach Chiangmai zum Ligakonkurrenten Chiangmai FC. Am Ende der Saison 2023/24 belegte er mit dem Klub den vierten Tabellenplatz und qualifizierte sich somit für die Aufstiegsspiele zur ersten Liga. Hier konnte man sich jedoch nicht durchsetzen. Nach zwei Spielzeiten, in denen er 53 Spiele für Chiangmai bestritt, kehrte er im Sommer 2024 in seine Heimat zurück. Hier unterschrieb er einen Vertrag beim Drittligisten Hwaseong FC.

## Erfolge
Asan Mugunghwa FC
- Südkoreanischer Zweitligameister: 2018